# 우니오니스타스 데 살라망카 CF
우니오니스타스 데 살라망카 CF(스페인어: Unionistas de Salamanca Club de Fútbol)는 스페인 카스티야이레온주 살라망카도 살라망카를 연고로 하는 축구단이다. 2013년에 UD 살라망카가 해체되자 UD 살라망카의 팬들을 중심으로 만들어진 구단이다.

## 선수 명단

### 현역
참고: FIFA 자격 규정에 따라 소속된 국가대표팀 국기를 표시합니다. 선수는 복수의 FIFA 비회원국 국적을 가지고 있을 수 있습니다.
| 번호 | 포지션 | 국적 | 이름 |
| ---- | ------ | ---- | ---- |

| 번호 | 포지션 | 국적 | 이름          |
| ---- | ------ | ---- | ------------- |
| 30   | FW     |      | 스테판 위트머 |